# Жемчужина дворца
«Дэ Чан Гым» (кор. 대장금; ханча: 大長今; буквально «Великая Чан Гым»), также известный как «Жемчужина дворца» — южнокорейский исторический драматический телесериал 2003 года. Режиссёр — Ли Пёнхун, сценарий написала Ким Ёнхён.
Впервые сериал вышел в эфир на телеканале MBC с 15 сентября 2003 года по 23 марта 2004 года, где был лучшей программой со средним рейтингом зрительского интереса 45,8 % и пиком 57,1 %. Производство стоило 15 миллионов долларов США, однако позже сериал был экспортирован в 91 страну и заработал 103,4 миллиона долларов США по всему миру, усилив распространение корейской культуры за рубежом.
В России фильм транслировался ГТРК «Дальневосточная» с 12 марта по 1 июня 2007 года.

## Сюжет
Сюжет основан на биографии Чан Гым — первой женщины-врача в Корее, при дворе чосонского вана, которая несколько раз упоминается в летописи «Истинные записи династии Чосон» (Чосон ванджо силлок, 朝鮮王朝實錄). Сериал бережно изображает корейскую придворную кухню и традиционную корейскую медицину. В то время, когда в чосонском женщины имели мало влияния в обществе, молодая Чан Гым стремится постичь тайны корейской кухни и медицины, чтобы вылечить вана.
В сериале упоминаются различные исторические личности:
- Сонджон (1469—1494) — правитель Кореи, действия сериала начинается с 13 года его правления в 1482 году. Муж свергнутой королевы.
- Ёнсан-гун (1494—1506) — правитель Кореи, сын свергнутой королевы. Известен своими казнями. Во время его правления были убиты родители Чан Гым.
- Чунджон (1506—1544) — правитель Кореи. Родился 25 апреля 1488 года, а умер 4 декабря 1544 году (старше Чан Гым на 8 лет). Во время его правления происходят все основные действия фильма.
- Инджон (1544—1545) — наследник Чунджона.
- Мёнджон (1545—1567) — сын Чунджона. Во время его правления завершаются все действия фильма.

## В ролях
Имена актёров и персонажей указаны в соответствии с правилами корейско-русской транскрипции. 

### Основные персонажи
- Ли Ёнэ[3] — Чан Гым.
  - Чо Джонын —  Чан Гым в юности.

Умная, красивая и замкнутая женщина, чья сострадательная натура и энтузиазм позволяют ей выделяться из толпы. С тех пор как её родители погибли во время политических репрессий, она столкнулась со многими трудностями и препятствиями, особенно во дворце, но она преодолевает их с большой решимостью и упорством. Обладая сильной волей, Чан Гым стремится достичь своей цели, невзирая на препятствия, с которыми она сталкивается. Именно благодаря её экстраординарным медицинским навыкам и знаниям, а также честности и высокой этике, позволяющим использовать свои знания только для лечения, она стала первой женщиной-врачом короля и получила прозвище Дэ («Великая»). Чан Гым стала чиновником третьего ранга, что в то время было неслыханно для женщины в эпоху Чосон.
- Чи Джинхи — Мин Джонхо. Умный и красивый мужчина,  образован и владеет  боевыми искусствами. Джонхо — судья Хан Сун Буна, министерства, управляющего делами столицы Хансун. Не зная, кто он такой, Чан Гым спасает его, когда на него нападают убийцы. Затем они снова встречаются, когда она подходит к нему, чтобы одолжить книги. У них завязываются романтические отношения, когда он переводится в Нэ Гым Ви (Королевскую военную гвардию) в качестве  старшего офицера.
- Хон Ни На — Чхве Гымъён.
  - Ли Се Ён —  Чхве Гымъён  в юности.

Амбициозная и высокомерная Гымъён начинает свою жизнь во дворце как племянница влиятельной госпожи Чхве. Хотя она и принадлежит к клану Чхве, она жаждет найти свой собственный путь — никогда по-настоящему не принимая образ действий Чхве, но не в состоянии найти свою собственную независимую личность. Её интеллект и талант часто ставят её лицом к лицу с Чан Гым, и она конкурирует с ней, чтобы стать лучше, чем она. В конце концов влияние госпожи Чхве и её безотчетное влечение к Мин Джон Хо побуждают её придерживаться в основном обычаев клана Чхве.
- Им Хо — ван Чунджон. 11-й ван  Чосона. До того, как он взошёл на трон, он был известен как принц Чжинсон.
- Ян Мигён — госпожа Хан Бэкъён.

Она обладает талантом в кулинарном искусстве и способна определить источник ингредиентов в блюде. Лучшая подруга матери Чан Гым, она часто скучает и сожалеет, что не смогла спасти свою подругу. Она строгий, непоколебимый человек, которого нельзя отклонить от своей цели. Хотя по натуре она упряма, на самом деле она очень добросердечна. Присутствие Чан Гым позволяет ей открыться, и она относится к ней и как к строгой учительнице, и как к доброй матери.
- Кён Ми Ри — госпожа Чхве Сонгым.

Младшая сестра торговца Чхве Пхансуля и тётя Чхве Гымъён. Беспринципная, коварная и самоуверенная, жаждущая власти и не терпящая конкуренции, любого врага убирает со своего пути. Влюблена во власть, положение и деньги, но всё это не мешает быть ей хорошим поваром. За то время пока Чан Гым была в ссылке, госпожа Чхве стала первой секретариат[уточнить], добившись тем самым самого высокого положения, за пять поколений её семья не поднялась выше первой придворной королевской кухни, а она поднялась. Дела госпожа Чхве, министра О Гёмхо и Чхве Пхансуля были раскрыты. Госпожа Чхве умерла с позором и ничего не смогла сделать во спасение своей семьи и себя.

## Награды и номинации
- За сериал от MBC: главный приз Ли Ёнэ
- В 2005 году награда от TVB: лучший иностранный сериал (Гонконг)